# Passage Rijksmuseum

Plattegrond Passage en Rijksmuseumgebouw.

De Passage Rijksmuseum is een passage door het Rijksmuseumgebouw in Amsterdam.

## Geschiedenis
Bij het ontwerp van het Rijksmuseum was een eis van de gemeente Amsterdam dat het gebouw als poort zou dienen voor een geplande villawijk ten zuiden van het gebouw. Oorspronkelijk was de doorgang, de Museumstraat, voor alle verkeer geopend. Op een oude prent staat zelfs het idee ingetekend voor een paardentramverbinding over deze route, die er echter nooit gekomen is.
Vanaf 1931 mochten auto's er niet meer door vanwege door trillingen veroorzaakte mogelijke beschadigingen aan het gebouw en de kunstcollectie. De doorgang bleef alleen voor fietsers en voetgangers geopend. In de jaren tachtig waren er plannen om een trambaan door de Museumstraat aan te leggen maar dat ging niet door vanwege dezelfde zorgen voor beschadiging door trillingen.
Diverse museumdirecteuren hebben er sindsdien voor geijverd de Passage geheel af te sluiten en onderdeel van het museum te laten worden. Tijdens de grote renovatie van het Rijksmuseum tussen 2003 en 2013 was er veel discussie over het wel of niet heropenen van de straat voor fietsverkeer. Uiteindelijk werd de Museumstraat op 13 mei 2013 heropend voor fietsers.

## Verbouwing 2003-2013
De Spaanse architecten van de renovatie, Cruz y Ortiz, namen de Passage aanvankelijk op in het Museumgebouw als entreegebied, waardoor deze geen openbare ruimte meer zou zijn. Bij het begin van de renovatie in december 2003 ging de Passage dicht. Stadsdeel Zuid besloot vervolgens dat fietsers na de heropening van het museum niet meer welkom zouden zijn, vanwege verwachte verkeersproblemen en kans op ongevallen in de doorgang. De Amsterdamse gemeenteraad besloot echter de Passage open te houden, ondanks de protesten van museumdirecteur Wim Pijbes. Hierdoor moest het ontwerp voor het museum worden gewijzigd en kwam de entree gedeeltelijk onder de Passage te liggen.
Uiteindelijk werd de Passage op 13 mei 2013 weer voor het fietsverkeer geopend en blijft nu dag en nacht open. Alleen op zeer drukke dagen wordt de Passage enkele uren voor fietsers gesloten. Voor bromfietsen en scooters blijft de Passage evenwel gesloten. Nadat er in de zomer van 2014 gebleken was dat, ondanks de massa's toeristen, er nauwelijks aanrijdingen met fietsers waren geweest, is Pijbes op zijn bezwaren teruggekomen. In het najaar van 2014 noemde hij de Passage zelfs "een van de markantste punten van de stad".

## Trivia
In de Passage bevindt zich ook de Nachtwachtgleuf waardoor schilderijen in en uit het museum gehaald kunnen worden. Door deze gleuf is voor en na de verbouwing van het museum de Nachtwacht van Rembrandt van Rijn in en uit de zaal gehesen. Ook in geval van nood, bijvoorbeeld bij brand in het museum kan dit schilderij door deze sleuf onbeschadigd uit het museum worden verwijderd.

## Galerij

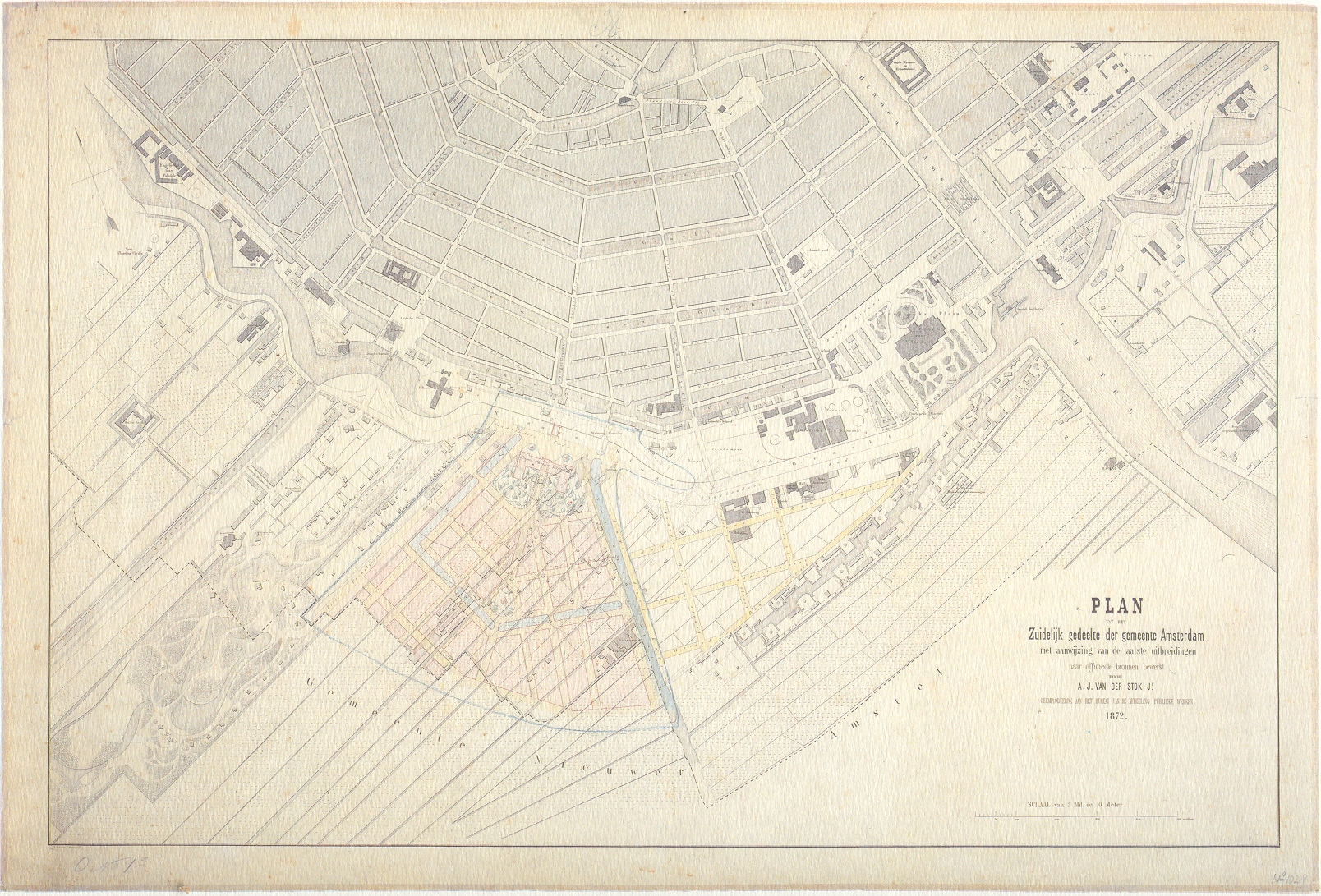
Plan van het zuidelijk gedeelte van Amsterdam met een wijk geprojecteerd op het huidige Museumplein, 1872.
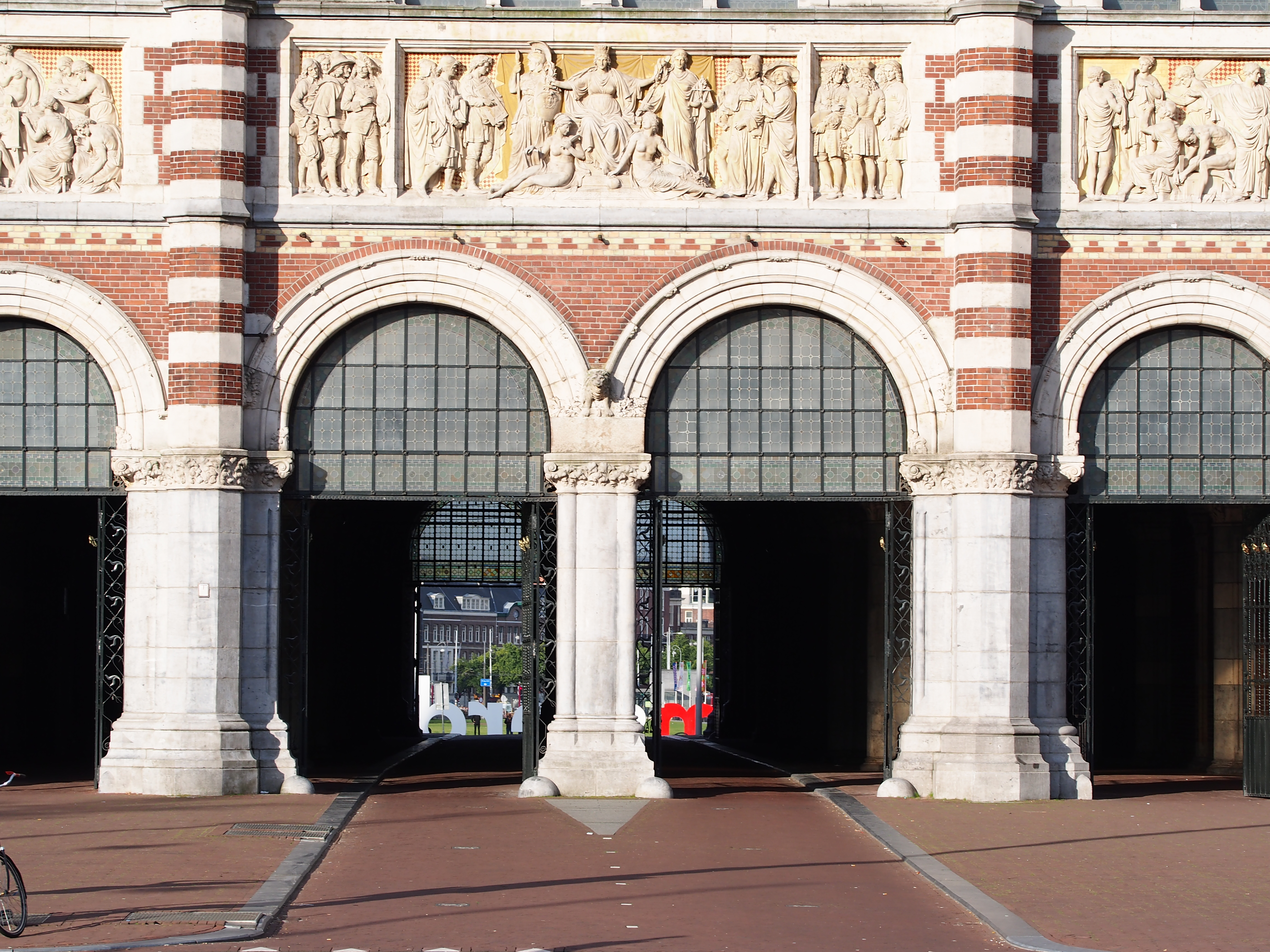
Toegang tot de Passage vanaf de Museumbrug.
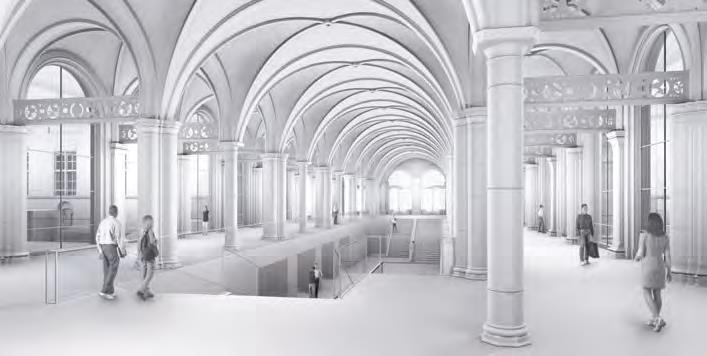
Oorspronkelijk ontwerp waarbij de Passage niet meer als fietsdoorgang zou fungeren maar als onderdeel van de entreefoyer
- Heropening Passage Rijksmuseum voor fietsers op 13 mei 2013
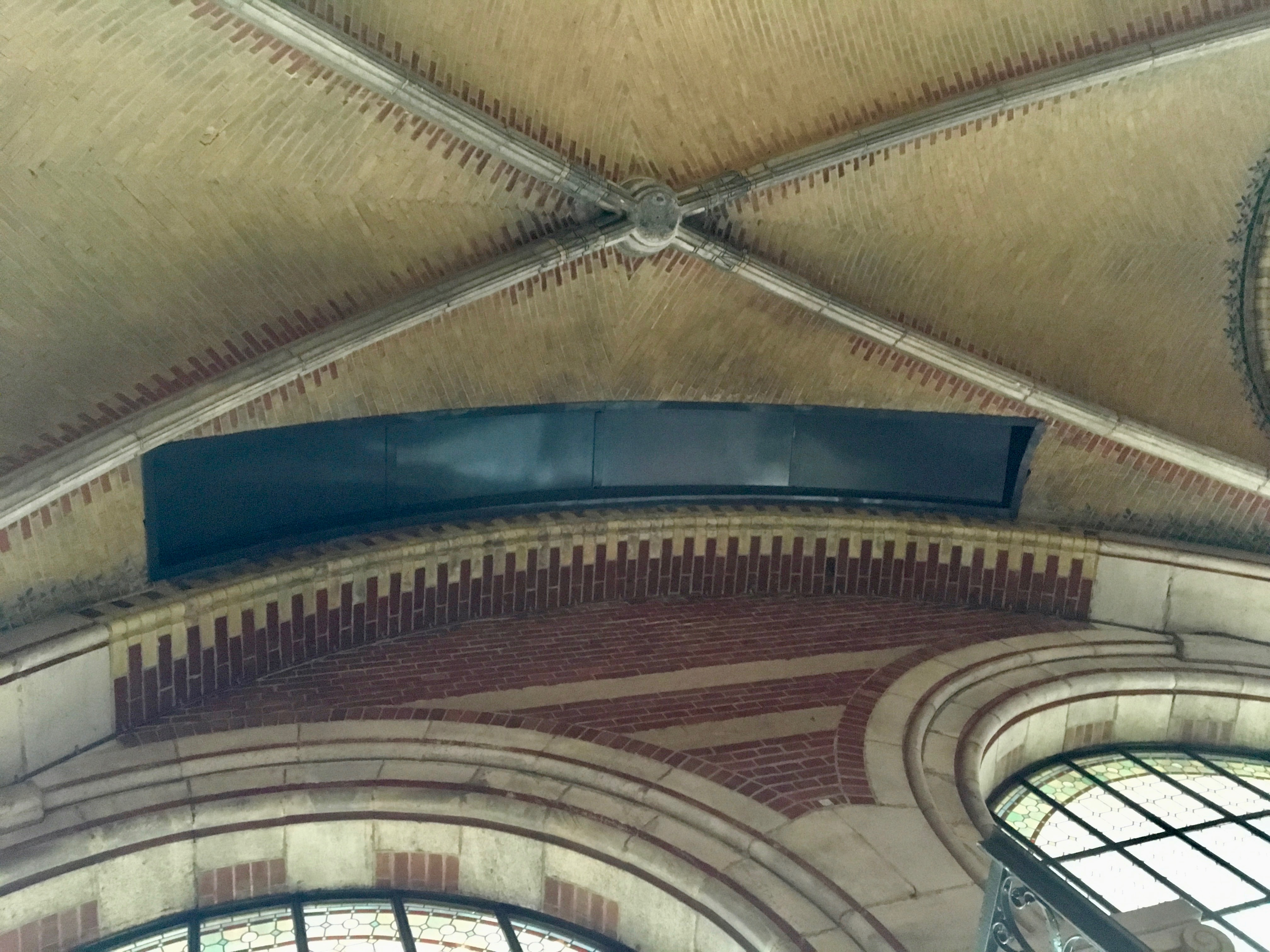
Nachtwachtsleuf om schilderij te verwijderen